# Lindersberg
Lindersberg ist eine Ortslage in der bergischen Großstadt Solingen.

## Geographie
Lindersberg liegt auf einer Anhöhe oberhalb der Itter westlich der Fuhr im Norden des Stadtteils Wald. Der Ort liegt entlang der Bausmühlenstraße auf dem Abschnitt ab der Ittertalstraße in Richtung Buckert sowie in Teilen auch an dem Talhang, der in nördliche Richtung zum Itterstausee hin abfällt, dort vor allem am Heliosweg. Im Norden befinden sich Kotzert, Knynsbusch und der Zieleskotten. Im Westen, im Talgrund der Itter, liegt Obenitter mit dem ehemaligen, historischen Freizeitpark Ittertal. Im Süden von Lindersberg liegen Westersburg und Schneppert. Im Osten verläuft der ehemalige Bahndamm der Korkenziehertrasse.
Den Namen des Ortes trägt heute eine von der Ittertalstraße abzweigende Straße, die mit einzelnen Wohngebäuden unmittelbar am Itterstausee vorbeiführt.

## Etymologie
Der Name des Ortes ist von dem Familiennamen Linder abgeleitet. Diese Familie ist eine im oberen Ittertal über Jahrhunderte aktive Schleiferfamilie, der einige Schleifkotten im Umkreis gehörten. Brangs weist darauf hin, dass der Name Linder dafür spricht, dass die Familie aus einer Ortschaft mit dem Namen Linden abstammt.

## Geschichte
Die Ansiedlung am Lindersberg stand in der ersten Hälfte des 19. Jahrhunderts sehr wahrscheinlich im Zusammenhang mit der Lindersberger Privatschule, die im Jahre 1839 oben auf dem Berg gegründet wurde. Aufgrund eines Mangels an öffentlichen Schulen im oberen Itterbezirk kümmerten sich einige Eltern selbst um die Einrichtung einer solchen. Dies geschah mit Einrichtung der Lindersberger Schule, die zunächst in einem Igelsforster Privathaus untergekommen war, bevor ein Jahr später ein eigenes Schulhaus am Lindersberg errichtet wurde. Die Preußische Uraufnahme von 1844 verzeichnet diese Schule bereits. Der Ort erscheint als Linderberg beschriftet erstmals in der Ausgabe 1893 des Messtischblatts Solingen der amtlichen Topografischen Karte 1:25.000 auf Kartenwerken. Die Lindersberger Schule war der früheste Vorgänger der heutigen Grundschule Westersburg.
Lindersberg gehörte zur Bürgermeisterei Wald, später siedelten sich im Ort in der Nähe der Schule auch erste Bewohner an. Die Siedlung entwickelte sich in aufgelockerter Bauweise sowohl auf dem Höhenrücken (= an der heutigen Bausmühlenstraße) wie auch am Talhang (= am Heliosweg). Die Gemeinde- und Gutbezirksstatistik der Rheinprovinz führt den Ort 1871 mit neun Wohnhäusern und 83 Einwohnern auf. Im Gemeindelexikon für die Provinz Rheinland von 1888 werden für Lindersberg 16 Wohnhäuser mit 133 Einwohnern angegeben. 1895 besitzt der Ortsteil 20 Wohnhäuser mit 217 Einwohnern, 1905 werden 23 Wohnhäuser und 194 Einwohner angegeben.
Bereits von 1913 bis 1916 war durch private Initiative des Industriellen Carl Friedrich Ern in Mittelitter ein Freibad errichtet worden, das Strandbad Ittertal. Nach dem Ersten Weltkrieg bereitete vor allem die Wasserverschmutzung durch die Industrie und angrenzende Wohnsiedlungen der Qualität des Strandbadwassers Probleme. In der Folge wurde oberhalb des Strandbads bei Lindersberg ein Stausee mit Talsperre angelegt, die aus dem Holzer Bach gespeist wurde. Die Baukosten von rund 200.000 Mark übernahmen in den Jahren 1927/1928 der Landkreis Solingen, außerdem die Städte Gräfrath, Wald und Haan.
Mit der Städtevereinigung zu Groß-Solingen im Jahre 1929 wurde Lindersberg ein Ortsteil Solingens. In der Nachkriegszeit ist der Ort durch bauliche Ausdehnung nach Nordosten hin entlang der Bausmühlenstraße mit dem nahen Buckert zusammengewachsen, so dass beide Orte heute nicht mehr voneinander zu trennen sind.